# George Dyer
George Dyer (Londres, 15 de Março de 1755 - Londres, 20 de Maio  de 1841) foi ensaísta, crítico, poeta, historiador e biógrafo britânico.

## Biografia
Foi educado no Hospital de Cristo, onde estudou até os 19 anos, tendo sido diretor da escola durante um  longo tempo.  Recebeu atenção especial por parte de Anthony Askew (1722-1774), que na época exercia a função de  médico do hospital.  Em 1774, entrou para o Colégio Emmanuel, em Cambridge, onde ele lia  muito e era muito estimado pelo seu mestre Richard Farmer (1735–1797). Recebeu seu diploma de bacharel  em 1778. Em 1779, tornou-se professor assistente da escola de gramática em Dedham, Essex. Logo depois, retornou a  Cambridge, onde foi tutor da família de Robert Robinson (1735–1790), que na época era  ministro de uma congregação dissidente. A influência de Robinson o converteu ao unitarianismo. Ele tinha  uma vida extremamente simples, vivia retirado em Swavesey, perto de Cambridge, e durante algum tempo foi assistente  numa escola de Northampton com o pai de Charles Cowden Clarke (1787-1877).
Em 1792, ele foi  para Londres, onde morou em Clifford's Inn, onde ficou até a sua morte. Ele foi eleito membro do Chapter Coffee- house Club, foi colaborador do "New Monthly" e da "Gentleman's Magazine", tendo contribuído com vários gêneros literários, criando índices e corrigindo erros gráficos. Tinha um grande conhecimento literário, visitava bibliotecas em todas as partes do país, adquirindo materiais para obras bibliográficas, que nunca foram publicadas. Ele foi editor da Delphin Classics, uma coleção com 143 volumes de obras em grego e latim  publicadas, entre 1809 e 1831, por Abraham John Valpy (1787–1854), cujos trabalhos editoriais lhe foram tão excessivos que quase chegou à cegueira total. Ele também escreveu poesia, e foi autor de uma série de textos sobre a situação dos pobres da Inglaterra e sobre a reforma do sistema político. Em 1823, ele quase morreu afogado ao caminhar ao longo do New River, perto da casa de Charles Lamb (1775-1834), por descuido completo ou possivelmente cegueira incipiente. Lamb descreve este incidente em seu ensaio intitulado "Amicus Redivivus".
Dyer era uma pessoa de singular simplicidade e gentileza, com total ausência de humor, e com a agradável convicção de que um poema era um poema, "ele próprio era tão bom quanto qualquer pessoa, e qualquer pessoa era tão boa quanto ele". Charles Lamb o descreve como uma pessoa muito divertida, e se diverte com ele em muitas de suas cartas, ao afirmar que "em termos de integridade e simplicidade" ele deve ser colocado entre os melhores de sua espécie". Ele era completamente descuidado com a maneira de se vestir, suas calças continham sujeiras acumuladas pelo tempo, e faltava harmonia em seus arranjos domésticos. O estado desleixado de sua casa despertou a piedade da Sra. Mather, cujo terceiro marido, um advogado com gabinete e opositor de Dyer, havia morrido. Ela disse a ele que ele precisava de alguém para cuidar dele, e depois de pesquisar muito, concordou ela mesma em aceitar a tarefa. Ela casou com ele, e dizem ter melhorado muito a aparência dele. Dyer morreu em Clifford's Inn, no dia 2 de Março de 1841. Henry Crabb Robinson (1775 - 1867) conheceu sua viúva em seu aniversário de 99 anos, no dia 7 de Dezembro de 1860, e disse que ela estava com muita saúde para a sua idade. Ela veio a falecer em maio de 1861.
Dyer compartilhava muitas ideias com os escritores radicais de sua época. Sua doutrina sobre a benevolência  recomendava a obrigação moral para com os pobres, numa época, em que o interesse pelas classes mais baixas não era  uma prioridade. Ele exerceu forte impacto sobre alguns autores, tal como William Godwin (1756-1836), mas  também deu apoio moral e crítico a Samuel Taylor Coleridge (1772-1834) e William Wordsworth (1770-1850).

## Fatos curiosos
Leigh Hunt (1784-1859) conta um fato engraçado relativo a ele, quando ele foi jantar um dia na casa de Hunt, e, sem perceber, deixou um de seus sapatos.  Aparentemente, o sapato que faltava não foi percebido por ele, até que chegou em casa, retornando à casa de Hunt depois da meia noite, acordando todo mundo, por causa do sapato que havia perdido, e que, finalmente, foi localizado debaixo da mesa.
Um outro incidente relativo a Dyer ocorreu com o prefácio que ele escreveu para a sua obra "Poemas", escrita em 1802, e é descrita em detalhes por Edward Verrall Lucas (1868-1938) em sua "Vida de Charles Lamb". 
Conta-se que durante a releitura da primeira impressão de seu livro, Dyer reclamou que havia um erro significativo na primeira página do prefácio. Dyer correu até o publicador e com um custo não muito pequeno mandou imprimir novamente alguns números da obra. 

## Obras
- Poems (London, 1792)
- Complaints of the Poor People of England (London 1793)
- Poems and Critical Essays (London, 1802)
- History of the University and Colleges of Cambridge (two volumes, London, 1814)
- Privileges of the University of Cambridge (London, 1824)